# Lasioglossum rhynchites
Lasioglossum rhynchites är en biart som först beskrevs av Morawitz 1876.  Lasioglossum rhynchites ingår i släktet smalbin, och familjen vägbin. Inga underarter finns listade i Catalogue of Life.